# Plat d'argent au sacrifice d'Abraham
El plato de plata con el Sacrificio de Abraham es una obra de plata probablemente de época paleocristiana. Sin embargo, varios estudios e investigadores afirman que este objeto habría sufrido modificaciones durante el siglo XX.

## Historia
El plato de plata con el Sacrificio de Abraham es una obra que data del siglo VI. Realizado en plata martillada, repujada y grabada, este objeto probablemente fue elaborado en un taller metalúrgico del Imperio bizantino . Presenta, en su centro, la escena del Sacrificio de Abraham .
Varias hipótesis avanzan la idea de que este objeto es, en verdad, una falsificación de una placa más antigua del V V. siglo. Tanto la artesanía como la iconografía no corresponderían a los criterios de realización de la era paleocristiana Se han realizado análisis, particularmente a nivel de la aleación del metal, pero no confirman esta hipótesis de falsificación La historiadora del arte Marielle Martiani-Reber, en su artículo, afirma que este plato de plata sería una creación híbrida, una parte que data del período paleocristiano, la otra parte de una fase de creación que data del XX . siglo

## Descripción
Desde el punto de vista de su apariencia, el plato de plata del Sacrificio de Abraham tiene una organización visual bastante simple. Realizado en plata martillada, repujada y grabada, presenta en su centro una escena iconográfica extraída del Antiguo Testamento . : El sacrificio de Abraham . En el centro, Abraham sostiene en su mano derecha el cuchillo destinado a sacrificar a su hijo Isaac . Con su mano izquierda sostiene este último, instalado en un altar. La mano De Dios que desciende del cielo representa la intervención divina. Podemos ver, también la oveja, que sustituirá a Isaac en el altar, que tira del hábito de Abraham y que está atada a un árbol. De composición muy simple, esta escena se hace eco de las muchas representaciones de este episodio en el período paleocristiano . Generalmente se usaba como parte de la doctrina tipológica, para prefigurar el sacrificio de Cristo en la Cruz .
Desde el punto de vista de su función, probablemente sea un objeto litúrgico. Más precisamente, podría ser una patena, un recipiente destinado a recibir el pan, símbolo del cuerpo de Cristo, durante la ceremonia de la renovación del sacrificio eucarístico . Así, la iconografía del sacrificio de Abraham y su simbolismo repercutirían directamente en Cristo en la Cruz. : función e iconografía se complementarían.